# Buiten Heyningh

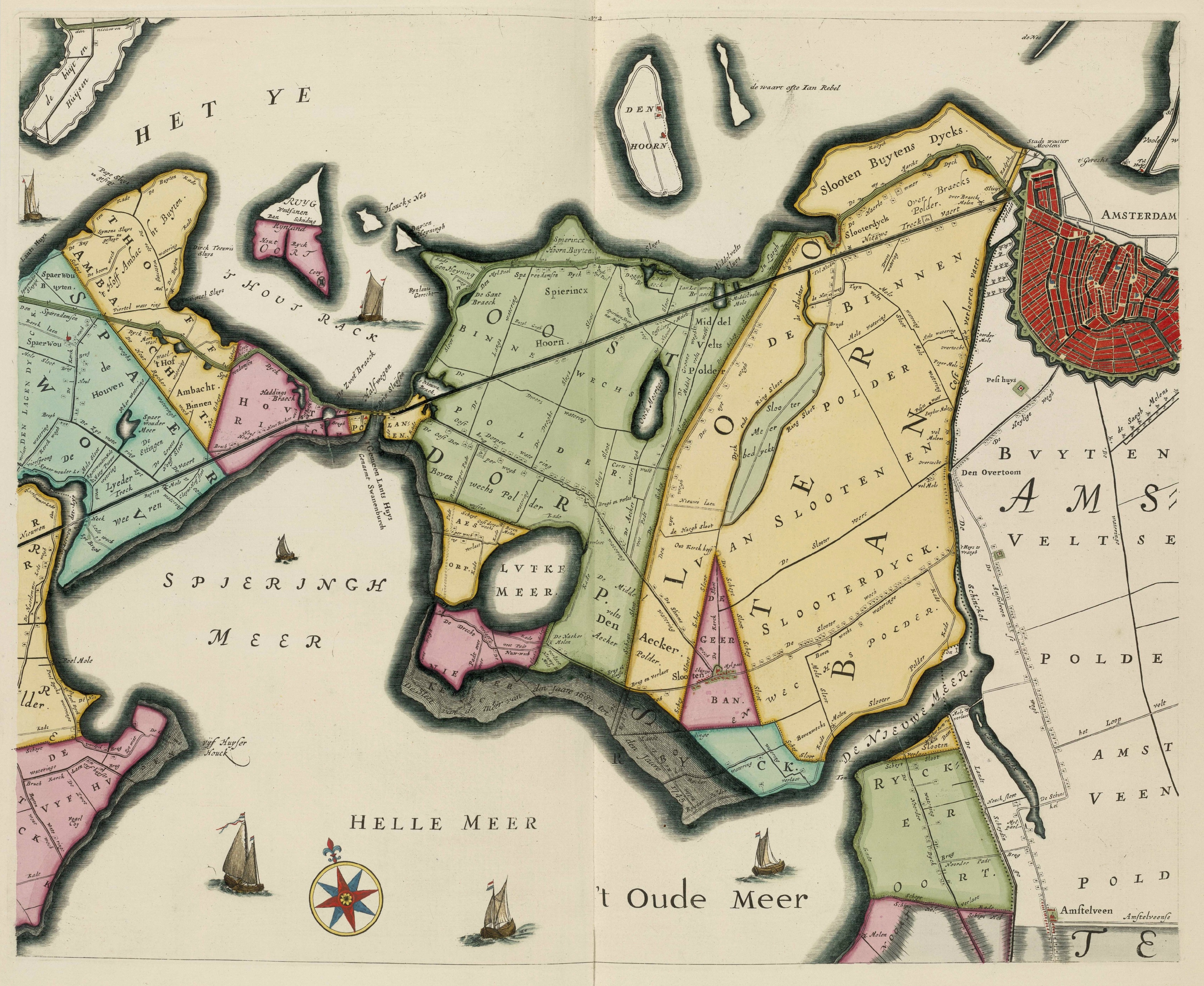
Hoekenes

Buiten Heyningh was een eiland in het IJ ten westen van Amsterdam. Het behoorde bestuurlijk tot Sloten. Ten oosten van Buiten Heyningh lag het Schiereiland Den Heyning.
Het eiland lag ten oosten van het eiland Ruigoord en Hoekenes en ten westen van het schiereiland Den Heyning en het eiland de Horn. Samen vormden de eilanden de zuidwal van het IJ, maar door een storm in de 19e eeuw werd er een grote bres in het land geslagen en werd de zuidwal tot het Houtrack gevormd.
In 1875 werd het water ingepolderd en ontstond de Grote IJpolder, waarin Buiten Heyningh en Hoekenes werden opgenomen. Ze lagen ten westen van het nieuwe Zijkanaal F en waren nog herkenbaar als eiland door de hogere ligging. Bestuurlijk ging de Grote IJpolder naar de gemeente Sloten. In 1921 ging het gebied over naar de gemeente Haarlemmerliede en Spaarnwoude en sinds 1963 behoort het gebied tot de gemeente Amsterdam. Sinds de aanleg van Westpoort is het gebied onherkenbaar veranderd, waarbij de voormalige eilanden geheel vergraven zijn.
In Westpoort is de straat Heining bij een raadsbesluit van 12 november 1975 genoemd naar de latere buitendijkse polder Heining, die weer genoemd was naar het voormalige eiland en schiereiland. De naam Heining verwijst naar weinig hooi opleverende grond.

## Trivia
In 1983 werd Freddy Heineken en zijn chauffeur Ab Doderer in een loods aan de Heining gevangen gehouden. Tot de sloop in 2010 bestond de mogelijkheid deze loods te bezoeken.